# ماروین جی. چامسکی
ماروین جی. چامسکی (انگلیسی: Marvin J. Chomsky؛ زادهٔ ۲۳ مهٔ ۱۹۲۹) کارگردان و تهیه‌کننده اهل ایالات متحده آمریکا است.
وی همچنین برنده جوایزی همچون جایزه امی ساعات پربیننده بهترین مجموعه تلویزیونی درام در سال ۱۹۷۸ برای هولوکاست و جایزه امی ساعات پربیننده بهترین مجموعه تلویزیونی کوتاه یا فیلم در سال ۱۹۸۲ برای فیلم آتیک شده است.